# Mergo
Mergo ist eine italienische Gemeinde (comune) mit 984 Einwohnern (Stand 31. Dezember 2023) in der Provinz Ancona in den Marken. Die Gemeinde liegt etwa 41,5 Kilometer von Ancona am Esino und gehört zur  Comunità montana dell'Esino Frasassi.
Die Nachbargemeinden sind Arcevia, Cupramontana, Rosora und Serra San Quirico.

## Verkehr
Mergo liegt an der Strada Statale 76 della Val d'Esino von Perugia nach Falconara Marittima.